# Distretto di Zhushan
Il distretto di Zhushan (珠山区S, Zhūshān QūP) è un distretto della Cina, situato nella provincia di Jiangxi e amministrato dalla prefettura di Jingdezhen.